# Kemisk Værk Køge
Kemisk Værk Køge (KVK) var en kemisk industri i Køge. Bolaget bildades 1934. Sedan 1984 ingår det i Sun Chemical.
1971 sålde Höganäsbolaget tillverkningen av pesticider i bolaget Bönnelyche & Thuröe i Teckomatorp till Kemisk Værk Køge. Efter Kemisk Værk Køges köp ändrades företagsnamnet till BT Kemi AB 1971 (1975 till BT KVK Kemi AB).
Knud Thomsen var företagets direktör 1946-1966.